# Pozzo dello Spedale
Il pozzo dello Spedale, noto anche come pozzo delle Corna, è un pozzo-cisterna situato in piazza San Francesco a Grosseto.

## Storia
L'opera venne realizzata nel 1465 dallo Spedale di Grosseto, all'epoca dipendente da quello di Santa Maria della Scala di Siena, la cui sede era nell'edificio che si affaccia sul lato orientale di piazza San Francesco, all'imbocco di strada Ginori.
L'istituzione committente dei lavori ha conferito la denominazione a questo pozzo-cisterna, che venne costruito per favorire l'approvvigionamento idrico della struttura ospedaliera e delle abitazioni situate nella parte settentrionale del centro storico; la città di Grosseto, infatti, da sempre ha sofferto della mancanza d'acqua a causa delle precipitazioni piuttosto scarse e irregolari e dell'assenza di sorgenti nelle aree circostanti.
Con il miglioramento del sistema di rifornimento idrico cittadino, avvenuto tra il XVIII e il XIX secolo, l'opera perse quelle che erano le sue originarie funzioni, tanto da andare incontro ad un lento ed inesorabile declino. Una serie di restauri sono avvenuti durante il XX secolo.

## Descrizione
Il pozzo dello Spedale si presenta come una struttura monumentale in travertino, con un basamento esagonale che ne delimita l'apertura per la raccolta d'acqua, sotto la quale si trova la corrispondente cisterna non più funzionante. Lungo il basamento sono collocati lo stemma dello Spedale di Santa Maria della Scala e quello della città di Siena in cui aveva sede.
Il pozzo è delimitato lateralmente da due pregevoli colonne a sezione circolare, poggianti anch'esse su altrettanti basamenti, alla cui sommità danno appoggio alla pregevole struttura architravata sulla quale poggiano due pinnacoli laterali ed uno centrale più grosso, tutti quanti di forma sferica.